# Union nationale pour le développement et le renouveau
L'Union nationale pour le développement  et le renouveau (UNDR) est un parti politique du Tchad fondé  en 1992, d'obédience social-démocrate.

## Histoire
Le parti s’est constitué le 12 avril 1992, lors de l’assemblée générale constitutive, le Ministère de l’intérieur le reconnait le 12 juillet 1992. Il tient son premier Congrès en décembre de la même année. Il participe en 1993 à la conférence souveraine qui met en place la démocratie et le pluralisme politique du Tchad. Il est membre de l’Internationale socialiste depuis mars 2017.

## Représentation
L’UNDR a remporté 15 des 125 sièges de députés à la suite des élections parlementaires de 1997. Lors des élections législatives du 21 avril 2002, le parti a remporté cinq des 155 sièges. 
Kebzabo était le candidat de l'UNDR à l' élection présidentielle de juin 1996, se classant troisième avec 8,61% des voix. Il était également le candidat du parti à l' élection présidentielle tenue le 20 mai 2001, e 7.0% du vote.
L'UNDR est un parti membre de la Coordination des partis politiques pour la défense de la Constitution (CPDC), la principale coalition de l'opposition opposée au pouvoir du président Idriss Déby. 